# Схід-Захід – Ель-Касим
Схід-Захід – Ель-Касим – трубопровід в Саудівській Аравії, призначений для подачі природного газу до міста Ель-Касим. 
Спорудження трубопроводу стало частиною другої фази проекту розширення національної газотранспортної системи (Master Gas System Expansion). В її межах на початку 2015-го оголосили тендер на будівництво газопроводу EWQG-1 (East West Qassim Gas – 1) довжиною 226 км та діаметром 1150 мм. Джерелом ресурсу для нього є трубопровід Схід – Захід (East West), а вихідним пунктом траси стала насосна станція №6 (PS6) трубопровідного коридору до червономорського порту Янбу.
Великим споживачем протранспортованого ресурсу є ТЕС Ель-Касим, на якій в 2013 – 2018 роках спорудили три парогазові блоки загальною потужністю понад 1 ГВт. Крім того, у 2023-му почався відбір інвесторів ТЕС Касим 1 та ТЕС Касим 2 загальною потужністю 3,6 ГВт.